# 王青海
王青海（1958年—），山东文登人，中华人民共和国政治人物、第十二届全国人民代表大会北京地区代表。毕业于中共中央党校函授学院，在职党员领导干部研究生班，经济管理专业，為在职研究生学历。于1985年12月加入中国共产党。2003年5月至2012年6月任首钢集团党委副书记、副董事长、总经理（2003年5月26日宣布任命）。2012年6月至2013年12月任首钢集团党委书记、董事长（2012年6月19日宣布任命）。2013年，被选为全国人大代表，任北京市人大常委会副秘书长。